# Antiporus gottwaldi
Antiporus gottwaldi är en skalbaggsart som beskrevs av Lars Hendrich 2001. Antiporus gottwaldi ingår i släktet Antiporus och familjen dykare. Inga underarter finns listade i Catalogue of Life.